# Parasuta monachus
Espèce
Synonymes
- Denisonia monachus Storr, 1964
- Suta monachus (Storr, 1964)

Parasuta monachus est une espèce de serpents de la famille des Elapidae.

## Répartition
Cette espèce est endémique d'Australie. Elle se rencontre en Australie-Occidentale, en Australie-Méridionale, dans le Territoire du Nord et en Nouvelle-Galles du Sud.

## Publication originale
- Storr, 1964 : Denisonia monachus, a new elapid snake from Western Australia. The Western Australian Naturalist, vol. 9, p. 89-90.